# Juan Bautista de Toledo
Juan Bautista de Toledo, född omkring 1515, död 16 maj 1567 i Madrid, var en spansk arkitekt.
Toledo studerade i Italien, förnämligast Michelangelos byggnader, och kallades till Spanien av Filip II, där han strävade att ge den spanska arkitekturen klassisk form. Hans mest berömda verk är El Escorial, det väldiga komplexet av kloster, kyrka och slott, påbörjat 1563 och efter Toledos död fullbordat av Juan de Herrera.